# Iurie Roșca

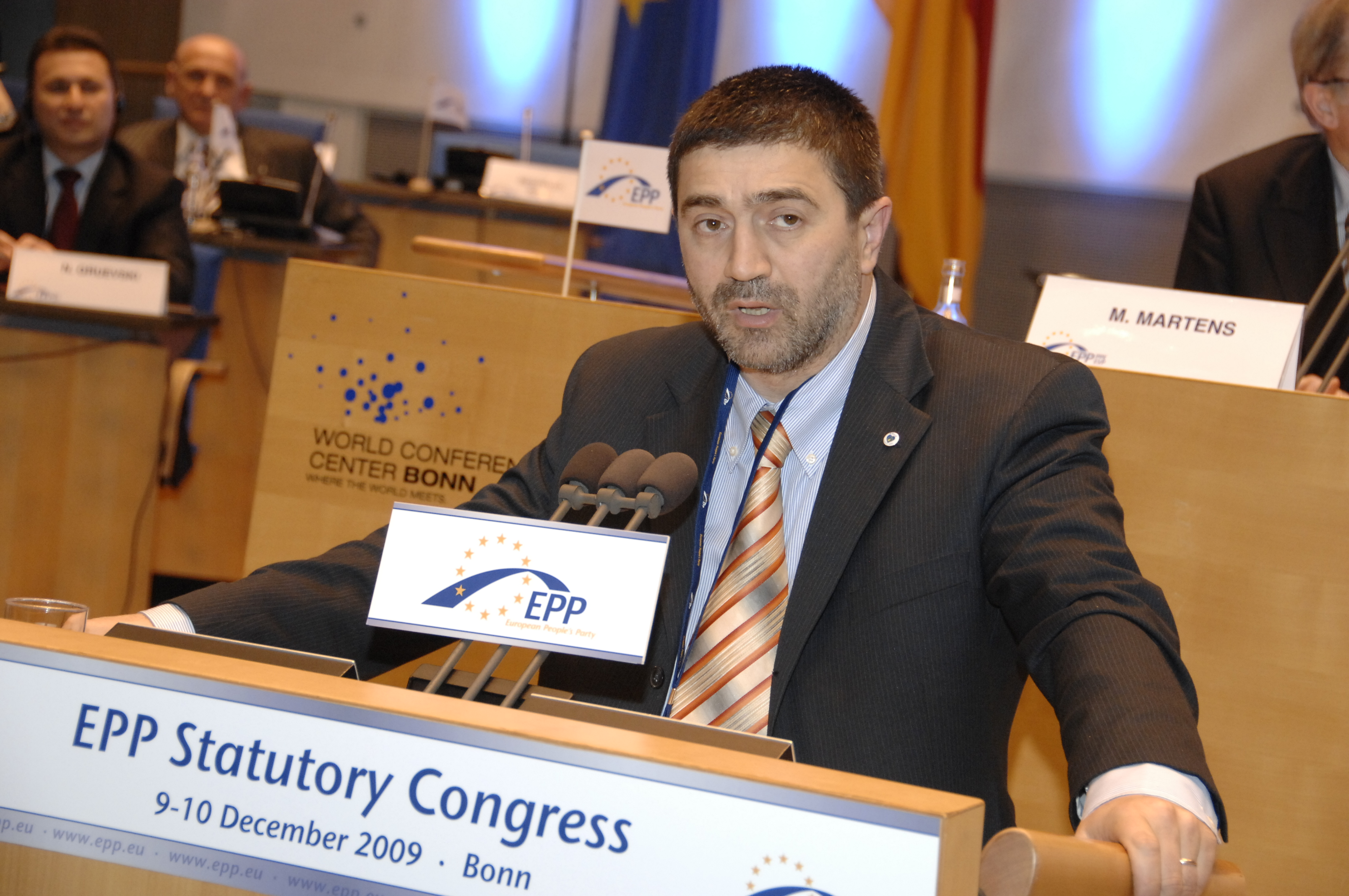
Iurie Roșca

Iurie Roșca (* 31. Oktober 1961 in Telenești, Rajon Telenești, Moldauische SSR, Sowjetunion) ist ein moldauischer Politiker und Journalist. Von 1994 bis 2011 war er Präsident der Christlichdemokratischen Volkspartei (PPCD).

## Biographie
Iurie Roșca wurde am 31. Oktober 1961 in Telenești in der Familie von Ion und Zinaida Roșca geboren. Er war das jüngste Kind in der Familie und hat einen älteren Bruder und eine ältere Schwester. 
1984 beendete Iurie Roșca sein Studium an der Fakultät für Journalistik an der Staatlichen Universität der Republik Moldau. Danach arbeitete er als Korrespondent für die Zeitung Tinerimea Moldovei (Die Jugend von Moldau), Reporter für das Nationale Fernsehen der Republik Moldau und als Kurator für das Dimitrie-Cantemir-Literatur-Museum in Chișinău. 
Im Jahr 1989 war er einer der Gründer der Volksfront für die Republik Moldau (Vorgänger der PPCD), deren Geschäftsführender Präsident er zwischen 1989 und 1994 war. Ab 1994 war er Abgeordneter im Parlament der Republik Moldau und seit 2005 war er der dessen Vizepräsident (diesen Posten hatte er schon von 1998 bis 2000 inne). Im Juni 2007 unterzeichnete er als Vizepräsident des moldauischen Parlaments ein bilaterales Abkommen mit dem Internationalen Parlament für Sicherheit und Frieden. 2009 schied er aus dem Parlament aus.
Vom 16. Juni bis zum 25. September 2009 war Roșca Vizeministerpräsident Moldaus ins Kabinett Greceanîi II.
In dem Januar 2012 wurde Iurie Roșca einer von Gründern des „Komitees für den Schutz der Verfassung und der Demokratie“, das die Proteste gegen die Allianz für Europäische Integration und die Regierung vom Januar bis zum März 2012 organisierte.